# Nilar Thein
Nilar Thein (birmanês:  နီလာသိန်း, pronunciado [nìlà θéiɴ]) é uma ativista democrático birmanesa e prisioneiro político encarcerado de 2008 a 2012 na prisão de Thayet, na região de Maguai, na Birmânia. A Amnistia Internacional a considerava uma prisioneira de consciência.

## Levante 8888 e prisões subsequentes
Nilar Thein é de Yangon, Birmânia. Ela e seu futuro marido, Kyaw Min Yu (mais conhecido como "Ko Jimmy"), participaram da Revolta 8888 pró-democracia de 1988, opondo-se ao governo continuado da ditadura militar Conselho Estadual de Restauração da Lei e Ordem (SLORC). Em 1990, ela foi presa por dois meses por sua participação em protestos. Em dezembro de 1996, ela foi presa por organizar protestos e condenada a dez anos de prisão, que serviu na prisão de Thayawaddy. Ela relatou ter sido abusada e assediada sexualmente por funcionários da prisão durante esta sentença, afirmando que "sob o comando do chefe da prisão, U Win Myint, prisioneiros condenados por estupro eram mantidos próximos ao prédio das mulheres... Os funcionários da prisão e esses prisioneiros vinham nos espiar enquanto tomávamos nossos banhos." Ela foi libertada em 2003. Em 2005, ela se casou com Kyaw Min Yu.

## Papel em protestos de 2007
Em agosto de 2007, protestos antigovernamentais (popularmente conhecidos como "Revolução do Açafrão" pelo envolvimento proeminente de monges budistas) eclodiram em Yangon em resposta ao aumento dos preços dos combustíveis e das commodities. Como parte dos protestos, Nilar Thein organizou uma marcha de cerca de 500 pessoas para protestar contra as políticas do governo. Quando a polícia começou a procurar os organizadores do protesto, Nilar Thein se escondeu. Seu marido já havia sido preso na noite de 21 de agosto e enviado para a prisão de Insein.
Em maio, Nilar Thein deu à luz uma menina, Phyu Nay Kyi Min Yu, e quando se tornou muito difícil se esconder com a criança, ela a deixou com os sogros. Ela então evitou a captura por pouco mais de um ano, mudando de localização e números de telefone celular com frequência para evitar a detecção; ela disse a um repórter que a certa altura desse período escapou da prisão em um táxi riquixá. Em março de 2008, People in Need concedeu a Nilar Thein, junto com os presos políticos Su Su Nway e Phyu Phyu Thin, o Prêmio Homo Homini. Em 19 de junho de 2008, Nilar Thein publicou um editorial no jornal tailandês de língua inglesa The Nation, protestando contra o tratamento dado pelo governo birmanês às mulheres e crianças. Nele, ela pergunta: "Quando o próprio governo é o violador dos direitos humanos e o perpetrador de estupros e outras formas de violência de gênero, quem protegerá as vítimas? Quem vai acabar com sua tragédia? Quem garantirá o reencontro alegre das mães com seus filhos?"

## Detenção, julgamento e prisão
Em 10 de setembro de 2008, Nilar Thein foi presa em seu caminho para visitar a mãe de outro prisioneiro político, Ant Bwe Kyaw, em Yangon. Em 11 de novembro, ela e seu marido foram condenados juntamente com os membros do Grupo de Estudantes da Geração, Htay Kywe, Mie Mie e dez outros ativistas por quatro acusações de "uso ilegal de mídia eletrônica" e uma acusação de "formar uma organização ilegal". Naquela época, todos os quatorze cumpriam penas de 65 anos na prisão de Thayet.
Em janeiro de 2009, sua família ouviu a informação de segunda mão de que ela havia desenvolvido uma úlcera péptica e estava preocupada que sua saúde pudesse estar piorando. Em dezembro de 2010, a família de Nilar Thein relatou que os funcionários da prisão os impediram de vê-la, até mesmo para trazer o filho de Nilar Thein para uma visita. Nilar Thein respondeu com uma greve de fome.

## Liberação
Nilar Thein e Ko Jimmy foram libertados em 13 de janeiro de 2012 em um perdão presidencial em massa de prisioneiros políticos. Falando de fora da prisão no dia de sua libertação, ela disse ao The Irrawaddy que "Estou feliz e ficarei muito feliz em ver minha família. Vamos nos envolver na reforma democrática com a Tia [Aung San Suu Kyi]."

## Genocídio dos ruaingas
Em setembro de 2017 - no auge do genocídio dos ruaingas (a violenta perseguição da minoria predominantemente muçulmana de Mianmar, os ruainga) - Nilar Thein teria sido fotografada escoltada por, e auxiliando, um grupo de aparentes soldados do Tatmadaw, enquanto viajava a região do conflito, o estado de Raquine em Mianmar. Ela estava posteriormente entre um grupo de 88 ativistas da Generation Peace e Open Society que apareceram em uma conferência de imprensa, em 13 de setembro de 2017, na qual eles emitiram uma declaração por escrito que negava a versão dos eventos retratados na mídia internacional proeminente, e em que um dos As principais figuras do grupo emitiram um comunicado essencialmente ao lado do governo civil de Mianmar em seu tratamento severo à comunidade ruainga.